# Vladimír Proček
Vladimír Proček (7. září 1965, Hranice) je český sportovec - mistr světa a medailista v motorovém paraglidingu.

## Životopis
Vladimír Proček se narodil dne 7. září 1965 v Hranicích v okrese Přerov a do roku 1973 bydlel v osadě Dolní Mlýny v Podhoří (dnešní části města Lipník nad Bečvou v okrese Přerov). Od roku 1973 do 1994 bydlel v Přerově a od roku 1994 opět bydlí v Dolních Mlýnech. Vyučil se truhlářem ve Valašském Meziříčí. V 90. letech 20. století se začal zabývat nejprve parašutismem a později paraglidingem a nakonec motorovým paraglidingem ve kterém dosáhl významných sportovních úspěchů. Je také inspektorem Letecké amatérské asociace České republiky (MPL 09 a MPL 15 X). Profesně se také živí dřevovýrobou, truhlářstvím a staví vozidla „sněholety“. Je 1× ženatý a má syna a dceru.

## Sportovní úspěchy
- Nejúspěšnější sportovec v okrese Přerov za rok 1999.[6]
- 3. místo na Mistrovství světa 2003 v motorovém paraglidingu družstev v  Long Marston v Anglii.[7]
- 2. místo na Mistrovství České republiky 2004 v motorovém paraglidingu jednotlivců.[8]
- 1. místo na Mistrovství světa 2009 v tandemovém motorovém paraglidingu družstev v Novém Městě nad Metují.[1]
- 3. místo na Mistrovství světa 2009 v tandemovém motorovém paraglidingu jednotlivců (partner Michal Bednařík) v Novém Městě nad Metují.[1]
- 1. místo v anketě nejlepších sportovních letců 2009 v kategorii Motorový paragliding.[9]
- 3. místo na Mistrovství světa 2012 v tandemovém motorovém paraglidingu jednotlivců (partner Michal Bednařík) v Marugán ve Španělsku.[10][11]
- 2. místo na Mistrovství světa 2014 v tandemovém motorovém paraglidingu jednotlivců (partner Radek Pluháček).[11]
- aj.